# Vriesea
Vriesea Lindl. è un genere di piante della famiglia delle Bromeliaceae, originario del Sud America.

## Descrizione
Comprende specie di piante epifite simili al genere Tillandsia; le foglie formano una coppa centrale, in cui si raccoglie l'acqua piovana, il pulviscolo, terriccio, frammenti organici, e i resti di piccoli animali morti; tutti questi materiali decomponendosi formano un liquido nutritizio che viene assorbito da speciali peli presenti sulla superficie interna della coppa, permettendo alla pianta di assorbire con regolarità l'acqua e i nutrienti. Nella coppa centrale trovano l'habitat ottimale, associazioni specializzate e particolari di vegetali e animali.
Dal centro della coppa si originano le infiorescenze formate da una spiga piatta, compatta e regolare, colorata vivacemente dal giallo al rosso vivo.

## Tassonomia
Il genere comprende attualmente oltre 250 specie. In passato il numero delle specie incluse era maggiore ma gli studi filogenetici hanno evidenziato il carattere polifiletico del raggruppamento come tradizionalmente delimitato, portando all'attribuzione di molte specie ai generi Alcantarea, Goudaea, Jagrantia, Lutheria, Stigmatodon, Waltillia,  Werauhia e Zizkaea.
Per una lista completa dei sinonimi obsoleti vedi Specie di Vriesea.
Tra le specie coltivate come piante ornamentali vi sono:
- Vriesea fenestralis Linden & André, con foglie verde pallido ricoperte di macchie scure.
- Vriesea saundersii (Carrière) E.Morren, dalle foglie di colore grigio-verde con la pagina inferiore rosa-chiaro, che formano una rosetta schiacciata, da cui emerge una spiga floreale gialla.

## Coltivazione
Si coltivano su substrati legnosi, ricoperti di muschio, richiedono luce solare filtrata, ambienti caldo-umidi, concimazioni mensili, con fertilizzante liquido di media concentrazione, bagnando le foglie, la coppa centrale e le radici aeree, annaffiature regolari, mantenendo la coppa centrale sempre piena d'acqua fresca che deve essere svuotata e riempita con acqua pulita almeno una volta al mese.
In primavera rinvasare o rinterrare le piante coltivate in vaso, utilizzando terriccio specifico per bromeliacee.